# Marian Dutkiewicz
Marian Dutkiewicz (ur. 10 kwietnia 1957 w Złotoryi) – polski piłkarz, grający na pozycji pomocnika.

## Kariera
Seniorską karierę rozpoczynał w Zagłębiu Wałbrzych. W sezonie 1973/1974 rozegrał w barwach tego klubu dwa mecze w I lidze, jednakże po sezonie jego klub spadł z ligi. W 1977 roku przeszedł do ROW Rybnik. W 1984 roku został piłkarzem Olimpii Poznań. Z klubem tym wywalczył awans do I ligi i zagrał 17 meczów w I lidze w sezonie 1986/1987.
Był reprezentantem Polski U-21.
Jest mężem lekkoatletki Brygidy Brzęczek, z którą ma córkę, niemiecką lekkoatletkę Pamelę Dutkiewicz.